# Cladrastis delavayi
Cladrastis delavayi är en ärtväxtart som först beskrevs av Adrien René Franchet, och fick sitt nu gällande namn av David Prain. Cladrastis delavayi ingår i släktet Cladrastis och familjen ärtväxter. Inga underarter finns listade i Catalogue of Life.